# واغرام (كارولاينا الشمالية)
واغرام (بالإنجليزية: Wagram town, North Carolina)‏ هي بلدة تقع بولاية كارولاينا الشمالية في الولايات المتحدة. تبلغ مساحتها 3.77 كم2، وترتفع عن سطح البحر 71 م، بلغ عدد سكانها 840 نسمة في عام 2010 حسب إحصاء مكتب تعداد الولايات المتحدة وتصل الكثافة السكانية فيها 222.8 نسمة لكل كيلومتر مربع (577.0/ميل2).

## التركيبة السكانية
حدّد مكتب تعداد الولايات المتحدة بيانات التركيبة السكانية لواغرام في تعداد الولايات المتحدة. في ما يلي، التركيبة السكانية حسب تعدادي 2000 و2010.

### تعداد عام 2000
بلغ عدد سكان واغرام 801 نسمة بحسب تعداد عام 2000، وبلغ عدد الأسر 307 أسرة وعدد العائلات 224 عائلة مقيمة في البلدة. في حين سجلت الكثافة السكانية 212.5 نسمة لكل كيلومتر مربع (550.4/ميل2). وبلغ عدد الوحدات السكنية 361 وحدة بمتوسط كثافة قدره 95.8 لكل كيلومتر مربع (248.1/ميل2).
وتوزع التركيب العرقي للبلدة بنسبة 45.32% من البيض و48.06% من الأمريكيين الأفارقة و4.62% من الأمريكيين الأصليين و0.50% من الأمريكيين ذوي الأصول الآسيوية و0.37% من الأعراق الأخرى و1.12% من عرقين مختلطين أو أكثر و0.62% من الهسبانيون أو اللاتينيون من أي عرق.
بلغ عدد الأسر 307 أسرة كانت نسبة 38.1% منها لديها أطفال تحت سن الثامنة عشر تعيش معهم، وبلغت نسبة الأزواج القاطنين مع بعضهم البعض 49.2% من أصل المجموع الكلي للأسر، ونسبة 20.2% من الأسر كان لديها معيلات من الإناث دون وجود شريك،  بينما كانت نسبة 3.6% من الأسر لديها معيلون من الذكور دون وجود شريكة وكانت نسبة 27% من غير العائلات. تألفت نسبة 23.5% من أصل جميع الأسر من عدة أفراد يعيشون في نفس المنزل ونسبة 11.4% كانت تتألف من شخص يعيش بمفرده يبلغ من العمر 65 عاماً أو أكثر. وبلغ متوسط حجم الأسرة المعيشية 2.61، أما متوسط حجم العائلات فبلغ 3.09.
بلغ العمر الوسطي للسكان 39.7 عاماً. وكانت نسبة 26.8% من القاطنين تحت سن الثامنة عشر، وكانت نسبة 7.2% بين الثامنة عشر والرابعة والعشرين عاماً، ونسبة 23.6% كانت واقعةً في الفئة العمرية ما بين الخامسة والعشرين والرابعة والأربعين عاماً، ونسبة 27.7% كانت ما بين الخامسة والأربعين والرابعة والستين، ونسبة 14.6% كانت ضمن فئة الخامسة والستين عاماً فما فوق. يوجد لكل 100 أنثى 82.5 ذكر، ويوجد لكل 100 أنثى في الثامنة عشر من عمرها فما فوق 75.4 ذكر.
بلغ متوسط دخل الأسرة في البلدة 39,583 دولارًا، أما متوسط دخل العائلة فبلغ 44,615 دولارًا. وكان متوسط دخل الذكور 30,809 دولارًا مقابل 19,107 دولارًا للإناث. وسجل دخل الفرد الخاص بالبلدة 16,089 دولارًا. وكانت نسبة 14.3% من العائلات ونسبة 18.7% من السكان تحت خط الفقر، وكان من هؤلاء نسبة 27.1% تحت سن الثامنة عشر ونسبة 32.6% في الخامسة والستين من العمر وما فوق.

### تعداد عام 2010
بلغ عدد سكان واغرام 840 نسمة بحسب تعداد عام 2010، وبلغ عدد الأسر 332 أسرة وعدد العائلات 239 عائلة مقيمة في البلدة. في حين سجلت الكثافة السكانية 222.8 نسمة لكل كيلومتر مربع (577.0/ميل2). وبلغ عدد الوحدات السكنية 373 وحدة بمتوسط كثافة قدره 98.9 لكل كيلومتر مربع (256.1/ميل2).
وتوزع التركيب العرقي للبلدة بنسبة 40.95% من البيض و49.17% من الأمريكيين الأفارقة و6.79% من الأمريكيين الأصليين و0.83% من الأمريكيين ذوي الأصول الآسيوية و0.12% من سكان جزر المحيط الهادئ و0.36% من الأعراق الأخرى و1.79% من عرقين مختلطين أو أكثر و0.95% من الهسبانيون أو اللاتينيون من أي عرق.
بلغ عدد الأسر 332 أسرة كانت نسبة 30.7% منها لديها أطفال تحت سن الثامنة عشر تعيش معهم، وبلغت نسبة الأزواج القاطنين مع بعضهم البعض 43.1% من أصل المجموع الكلي للأسر، ونسبة 21.1% من الأسر كان لديها معيلات من الإناث دون وجود شريك،  بينما كانت نسبة 7.8% من الأسر لديها معيلون من الذكور دون وجود شريكة وكانت نسبة 28% من غير العائلات. تألفت نسبة 25.9% من أصل جميع الأسر من عدة أفراد يعيشون في نفس المنزل ونسبة 10.5% كانت تتألف من شخص يعيش بمفرده يبلغ من العمر 65 عاماً أو أكثر. وبلغ متوسط حجم الأسرة المعيشية 2.53، أما متوسط حجم العائلات فبلغ 3.01.
بلغ العمر الوسطي للسكان 42.6 عاماً. وكانت نسبة 22.9% من القاطنين تحت سن الثامنة عشر، وكانت نسبة 8.2% بين الثامنة عشر والرابعة والعشرين عاماً، ونسبة 22.4% كانت واقعةً في الفئة العمرية ما بين الخامسة والعشرين والرابعة والأربعين عاماً، ونسبة 28.7% كانت ما بين الخامسة والأربعين والرابعة والستين، ونسبة 17.9% كانت ضمن فئة الخامسة والستين عاماً فما فوق. وتوزع التركيب الجنسي للسكان بنسبة 46.5% ذكور و53.5% إناث.